# Risto Lauriala
Risto Vilho Johannes Lauriala, född 21 november 1949 i Uleåborg, är en finländsk pianist.
Efter studier vid musikinstitutet i Uleåborg var Lauriala 1969–1972 elev hos Timo Mikkilä vid Sibelius-Akademin. Han vann första pris i Maj Lind-tävlingen 1970 och gav sin debutkonsert 1973, därefter bedrev han fortsatta studier vid musikakademin i Wien.
Åren 1977–1981 hade Lauriala olika uppdrag vid Sibelius-Akademin; sedan 1982 är han lektor i ackompanjemang. Han har framträtt vid konserter i Finland och utlandet samt gjort skivinspelningar, även som ackompanjatör. Han har blivit särskilt känd för sina uppföranden av större verk, såsom Johann Sebastian Bachs Goldberg-variationer och Franz Schuberts sonater.